# Puto euphorbiaefolius
Puto euphorbiaefolius är en insektsart som först beskrevs av Bodenheimer 1943.  Puto euphorbiaefolius ingår i släktet Puto och familjen ullsköldlöss. Inga underarter finns listade i Catalogue of Life.